# بالیقتیکول (استان آبای)
بالیقتیکول (قزاقی: Балықтыкөл) یک دریاچه در استان آبای کشور قزاقستان است.